# Kelly Slater
Robert Kelly Slater (Cocoa Beach, 11 febbraio 1972) è un surfista statunitense.
Robert Kelly Slater è stato campione del mondo di surf per 11 volte, sponsorizzato dalla Quiksilver dal 1999, è probabilmente uno dei surfisti più conosciuti al mondo. Inoltre è apparso anche nel popolare serial televisivo Baywatch.
È il surfista che ha vinto più titoli e contest individuali in assoluto, ed è l'unico atleta dell'ASP world tour ad essere stato il più giovane campione del mondo di surf (20 anni, nel 1992) e successivamente il più vecchio (39 anni, nel 2011). Successivamente ha vinto il Billabong Pro Tahiti 2016 .

## Carriera

### Statistiche
- Vittorie in carriera: 56
- Vittorie al WCT victories: 51
- Titoli mondiali: 11

Il 15 settembre 2007, Kelly Slater ha sorpassato il record di Tom Curren di 33 vittorie nella propria carriera.

### Storia delle vittorie
2012
- Quiksilver Pro France (Francia)
- Hurley Pro Lower Trestles (Trestles, California)
- Volcom Fiji Pro (Tavarua/Namotu, Fiji)

2011
- Hurley Pro Lower Trestles (Trestles, California)
- Billabong Pro Teahupoo (Teahupo'o, Tahiti)
- Nike Pro US Open (Huntington Pier, California)
- Quiksilver Pro, Gold Coast (Snapper Rocks, Australia)

2010
- Rip Curl Pro Search 2010 (Porto Rico)
- Rip Curl Pro surf, (Peniche, Portogallo)
- Hurley Pro Lower Trestles (Trestles, California)
- Rip Curl Pro, Bells Beach, Australia

2009
- Hang Loose Santa Catarina Pro Brasile

2008
- Billabong Pipeline Masters, Oahu Hawaii
- Boost Mobile Pro of Surf, Trestles California
- Billabong Pro (Sudafrica)
- The Globe WCT (Fiji)
- Quiksilver Pro, Gold Coast, Australia
- Rip Curl Pro, Bells Beach, Australia

2007

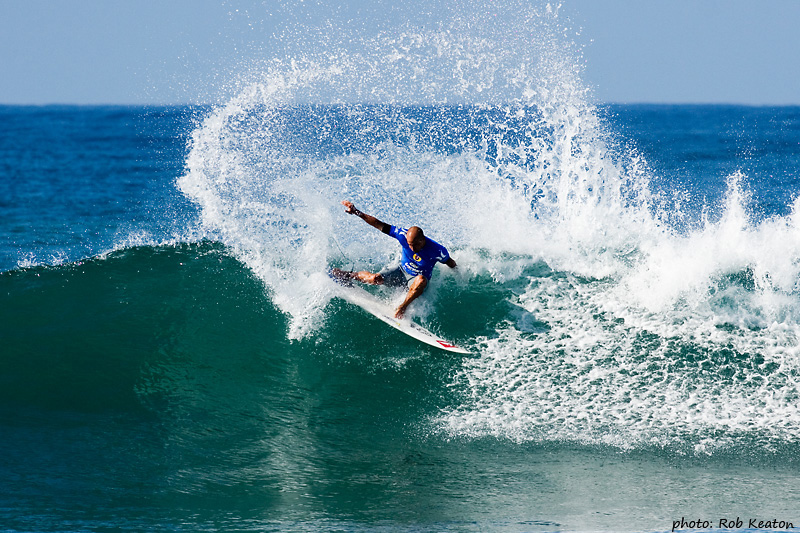
Slater a Trestles, San Onofre State Beach, California

- The Boost Mobile Pro, Trestles, California

2006
- Quiksilver Pro, Gold Coast, Australia
- Rip Curl Pro, Bells Beach, Australia

2005
- Billabong Pro (Teahupo'o, Tahiti)
- The Globe WCT (Fiji)
- Billabong Pro (Sudafrica)
- The Boost Mobile Pro (Trestles, California)

2004
- Snickers Australian Open (QS)
- Energy Australia Open (QS)

2003
- Billabong Pro (Teahupo'o, Tahiti)
- Billabong Pro (Sudafrica)
- Billabong Pro (Mundaka, Spagna)
- Nova Schin Festival (Brasile)

2002
- The Quiksilver in Memory of Eddie Aikau (Specialty-Hawaii)

2000
- Gotcha Tahiti Pro presented by Globe (Tahiti)

1999
- Mountain Dew Pipe Masters (Hawaii)
- Billabong Pro (Australia)

1997
- Coke Surf Classic (Australia)
- Billabong Pro (Australia)
- Tokushima Pro (Giappone)
- Marui Pro (Giappone)
- Kaiser Summer Surf WCT (Brazil)
- Grand Slam (Specialty-Australia)
- Typhoon Lagoon Surf Challenge (Specialty-USA)

1996
- Coke Surf Classic (Australia)
- Rip Curl Pro Saint Leu (Riunione)
- CSI pres. Billabong Pro (Sudafrica)
- U.S. Open (California)
- Rip Curl Pro Hossegor (Francia)
- Quiksilver Surfmasters (Francia)
- Chiemsee Pipe Masters (Hawaii)
- Sud Ouest Trophee (Specialty-France)
- Da Hui Backdoor Shootout (Specialty-Hawaii)

1995
- Quiksilver Pro (Indonesia)
- Chiemsee Pipe Masters (Hawaii)
- Triple Crown of Surfing (Specialty-Hawaii)

1994
- Rip Curl Pro, Bells Beach, (Australia)
- Gotcha Lacanau Pro (Francia)
- Chiemsee Pipe Masters (Hawaii)
- The Bud Surf Tour (WQS-USA)
- The Bud Surf Tour (WQS-USA)
- Sud Ouest Trophee (Specialty-France)

1993
- Marui Pro (Japan)

1992
- Rip Curl Pro Landes (France)
- Marui Masters (Hawaii)

1990
- Body Glove Surfbout Trestles (California)

## Nella cultura di massa
- Il 17 settembre 2002 è stato pubblicato il videogioco Kelly Slater's Pro Surfer, ed il suo personaggio compare anche in Tony Hawk's Pro Skater 3.

- Nel 1999 è apparso anche nel video del brano You Look So Fine dei Garbage.

## Filmografia

### Film
- Un corpo da reato, 2001
- Surf's Up - I re delle onde, 2007
- The Ocean, 2008

### Televisione
Baywatch, 10 episodi